# Polydrafter

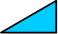
Triangle 30–60–90

En mathématiques récréatives, un polydrafter est un polyforme avec comme forme de base un triangle rectangle dont les deux autres angles sont de 30 et de 60°.
Ce triangle est aussi la moitié d'un triangle équilatéral, et les cellules d'un polydrafter doivent se composer de moitiés de triangles dans le pavage triangulaire du plan. Lorsque deux triangles partagent un côté qui est au milieu de leurs trois longueurs de côtés, ils doivent être des réflexions plutôt que des rotations  les unes des autres. Tout sous-ensemble contigu de moitiés de triangles dans ce pavage est autorisé, donc contrairement à la plupart des polyformes, un polydrafter peut avoir des cellules réunies le long de bords inégaux : une hypoténuse et un côté court.

## Histoire
Les polydrafters ont été inventés par Christopher Monckton, qui a utilisé le nom polydudes pour les polydrafters qui n'ont pas de cellules attachées seulement par la longueur d'un côté court. Le Puzzle Eternity de Monckton était composé de 209 12-dudes.
Le terme polydrafter a été inventé par Ed Pegg, Jr., qui a également proposé comme puzzle la tâche d'adapter les 14 tridrafters - tous les groupes possibles de trois drafters - dans un trapèze dont les côtés sont 2, 3, 2 et 5 fois la longueur de l'hypoténuse d'un drafter.

## Énumération
Comme les polyominos, les polydrafters peuvent être énumérés de deux manières, selon que les paires chirales de polydrafters sont comptées comme un polydrafter ou deux.
| n | Nom          | Libres OEIS A056842 | Unilatéraux |
| - | ------------ | ------------------- | ----------- |
| 1 | Monodrafter  | 1                   | 2           |
| 2 | Didrafter    | 6                   | 8           |
| 3 | Tridrafter   | 14                  | 28          |
| 4 | Tetradrafter | 64                  | 117         |
| 5 | Pentadrafter | 237                 | 474         |
| 6 | Hexadrafter  | 1024                |             |